# Komaki (Aichi)
Komaki (小牧市 Komaki-shi?) es una ciudad localizada en la prefectura de Aichi, Japón.
La ciudad fue fundada el 1 de junio de 1955. Para el 1 de noviembre de 2005, contaba con una población estimada de 151.463 habitantes y una densidad de 2.323,35 personas por km². Cubre un área total de 62,82 km².
Su código postal es 〒485-8650.
Komaki es comúnmente asociada con el aeropuerto de Nagoya, que está en parte localizado en esta ciudad. La parte restante se ubica en Kasugai.
Cada 15 de marzo, la ciudad es el escenario principal del Hounen Matsuri, un festival de la fertilidad.